# (6484) Barthibbs
(6484) Barthibbs est un astéroïde de la ceinture principale.

## Description
(6484) Barthibbs est un astéroïde de la ceinture principale. Il fut découvert le 23 mars 1990 à l'observatoire Palomar par Eleanor Francis Helin. Il présente une orbite caractérisée par un demi-grand axe de 2,57 UA, une excentricité de 0,19 et une inclinaison de 13,6° par rapport à l'écliptique.

## Compléments